# Мартыняк, Сергей Васильевич
Сергей Васильевич Мартыняк (укр. Сергій Васильович Мартиняк; род. 4 марта 1971 года, Луцк, Волынская область) — украинский предприниматель и народный депутат.

## Биография
С 1978 года учился в Буянивський восьмилетней школе, затем в 1986 году поступил в политехнический техникум г. Новый Роздол Львовской области, на следующий год перевелся в Ровенский автотранспортный техникум, который окончил в 1991 году по специальности механик по ремонту автомобилей.
В 2001 году поступил на учёбу, а в 2006 году окончил Волынский государственный университет имени Леси Украинки и получил высшее образование по направлению подготовки «Экономика и предпринимательство» и получил квалификацию магистра финансов.
С 1993 года начал трудовую деятельность в качестве предпринимателя.
Основатель агропромышленной группы «Пан Курчак».
В 2012 году был избран депутатом ВРУ в одномандатном избирательном округе в Волынской области. Внефракционный, глава подкомитета по вопросам банковской деятельности комитета ВР по вопросам финансов и банковской деятельности. С 27 февраля 2014 года в составе депутатской группы «Суверенная европейская Украина».
Переизбран на досрочных выборах в 2014 году. Член депутатской группы «Воля народа», член Комитета Верховной Рады по вопросам аграрной политики и земельных отношений.
25 декабря 2018 года включён в санкционный список России.
Согласно декларации, его доход в 2014 году составил 92 млн грн, что позволило ему указываться в тройке самых богатых народных депутатов.
Кавалер ордена «За заслуги» III степени (2007). В 2006 году получил «Знак почёта» министерства Аграрной политики Украины. Награждён церковными орденами и медалями.

## Награды
- Наградное оружие — пистолет «Glock 17» (4 декабря 2014)[5].